# Habralictus beatissimus
Habralictus beatissimus là một loài Hymenoptera trong họ Halictidae. Loài này được Cockerell mô tả khoa học năm 1901.